# Isla de Sharp
La Isla de Sharp o Kiu Tsui Chau (en chino: 橋咀洲; Pinyin: Qiaozui Dao) es la isla más grande en el parque Kiu Tsui situado en el Puerto Shelter, de Sai Kung, en la Región administrativa especial de Hong Kong, parte de la República Popular de China. Los turistas pueden ir allí para actividades como la pesca, la natación y el buceo. Sharp es una isla bajo la administración del distrito de Sai Kung.
La isla tiene una elevación máxima de 136 metros y una superficie de 1 km². Las dos playas Playa de la bahía de Hap Mun (廈門灣泳灘) y Playa Kiu Tsui (橋咀泳灘) se encuentran en la isla. Ambas están gestionadas por el Departamento de Ocio y Servicios Culturales.